# Frazioni di Carbonia
La città di Carbonia comprende all'interno del suo territorio comunale numerose frazioni, complessivamente valutate in circa 50 abitati e costituite da diversi casali (medaus), casolari (furriadroxius) e case sparse (domus), in buona parte sviluppatesi precedentemente alla costruzione del nucleo urbano cittadino nella seconda metà degli anni trenta del Novecento.
L'ISTAT nei diversi censimenti sino al 2001 ha censito la popolazione del comune suddividendolo in 9 "frazioni geografiche" (Aquas Callentis, Bacu Abis, Barbusi, Corongiu, Cortoghiana, Flumentepido, Medau Desogus, Sirai e Sirri), non comprendendo tra queste le due ex circoscrizioni municipali di Is Gannaus e di Serbariu aggregate all'abitato di Carbonia Centro, e in 21 "località abitate" (Barega, Caput Aquas, Cuccuru Suergiu, Domu Beccia, Funtanona, Genna Corriga, Genna Gonnesa, Medau Brau, Medau Is Arrius, Medau Is Fenus, Medau Is Fonnesus, Medau Is Peis, Medau Is Serafinis, Medau Is Toccus, Medau Piredda, Medau Rubiu, Medau Su Conti, Miniera di Cortoghiana, Piolanas, Seddargia e Tanas) con le "case sparse" (circa 500 residenti) ed altri luoghi abitati (tra i quali: Cannas, Is Gannaus, Is Meis, Medau Is Garaus, Medau Is Lampis, Medadeddu, Serbariu, Tanì). Le frazioni principali e più popolate di Carbonia (Bacu Abis, Barbusi, Cortoghiana, Is Gannaus e Serbariu) sono state inoltre sede di circoscrizioni municipali extraurbane sino alle elezioni comunali del 2011, quando venne applicata la normativa che esclude i comuni sotto i 100.000 abitanti dalla possibilità di creare tali enti di decentramento.

## Le ex circoscrizioni municipali extraurbane

### Bacu Abis

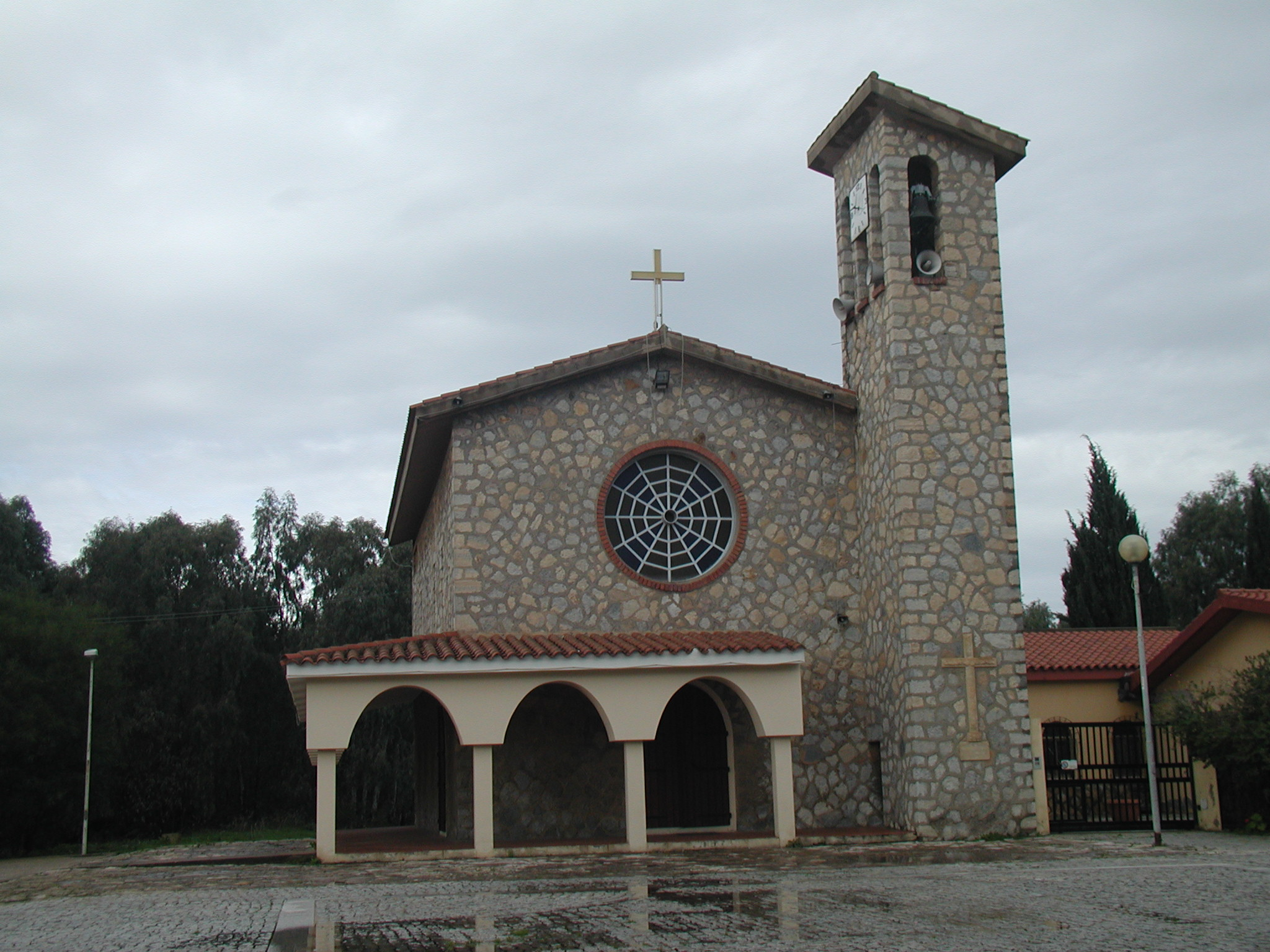
La chiesa Santa Barbara di Bacu Abis

Bacu Abis, posta a 85 m s.l.m., conta 1.673 abitanti e dista circa 13 km dalla città di Carbonia. Come Carbonia ha legato la sua storia alle miniere carbonifere presenti nel suo circondario.

#### Altre località abitate nell'ex territorio circoscrizionale di Bacu Abis
- Cortoghiana Vecchia, posta a 120 m s.l.m. e distante circa 1 km dal centro di Bacu Abis, si trova nelle abbandonate rovine di case operaie, presso la vecchia e dismessa omonima miniera di carbone, abitata da una decina di abitanti nelle vicine case rurali sparse.
- Medau Brau (ovvero casale della famiglia Brau), situato a 110 m s.l.m., in località "Terra Segada" (ossia "terra spaccata"), risulta distante circa 2,5 km dal centro di Bacu Abis, e ha una popolazione di oltre una trentina di abitanti[4] (nel censimento 1981: 24 ab. - in quello del 1991: 32 circa ab.). È un casale agro-pastorale di antiche origini, forse romane. Infatti, in questa zona vi furono ritrovamenti archeologici. Dalla relazione, inviata alla Regia Accademia dei Lincei, del professor Filippo Vivanet (architetto, archeologo e scrittore), che inviò in loco l'archeologo cagliaritano Filippo Nissardi, si apprende degli scavi archeologici effettuati nel territorio di Bacu Abis, poco prima del 1878, dall'ingegner Bianchi, direttore della Miniera carbonifera omonima, dove si ebbero i seguenti risultati: Due Ville romane. Questi due edifici romani ricordano ambienti della casa rustica e rurale della Sardegna meridionale, poste verso la vallata di Flumentepido, presso l'antica strada romana che da Carales portava a Sulci[5]; Tombe romane. In diverse tombe sono stati rinvenuti oggetti di terracotta e monete (consolari, dei primi Cesari e dei Costantini), lucerne del I secolo dell'Impero romano, altre del IV e V secolo d.C. con i simboli della croce e del monogramma di Cristo; tra le ceramiche più importanti un piatto dove si raffigura nel fondo tre anime che si beano in Cristo, rappresentate allegoricamente da tre colombe attorno al sunnominato monogramma[6]. Nella vicina località "Cannamenda" Alberto La Marmora scoprì, vicino all'omonimo rio, nel 1838 il primo giacimento di carbone in Sardegna.
- Medau Peddis (ovvero casale della famiglia Peddis), situato a 125 m s.l.m., in località "Terra Segada", risulta distante circa 2 km dal centro di Bacu Abis, ha una popolazione di una decina di abitanti ed è un casale agro-pastorale di origini antiche.

### Barbusi

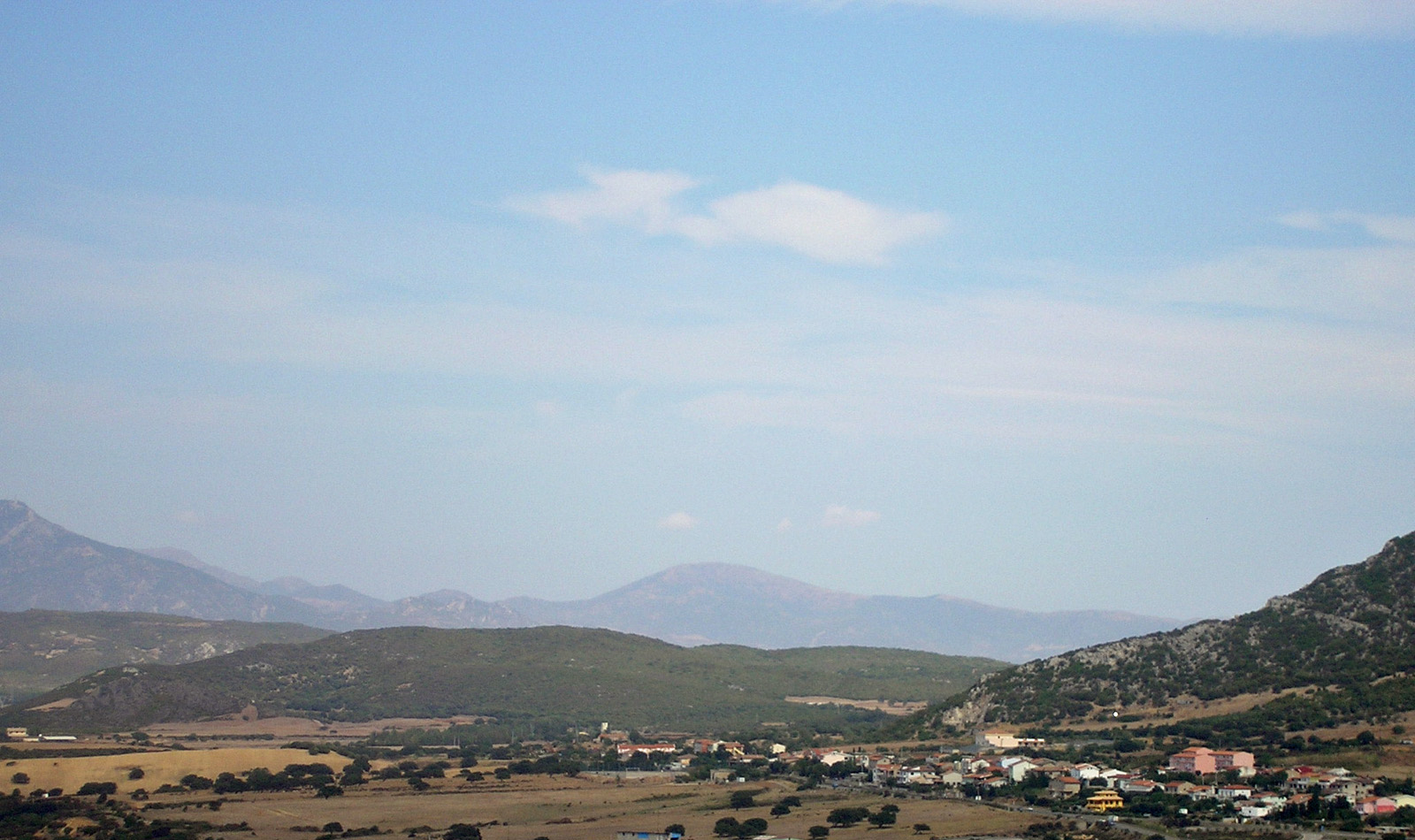
Vista di Barbusi da monte Sirai

La frazione di Barbusi si trova alla periferia nord ovest della città lungo la Strada Provinciale 2 per Villamassargia, e al censimento 2011 contava 546 abitanti.

#### Altre località abitate dell'ex territorio circoscrizionale di Barbusi
- Aquas Callentis (nota anche come Is Perdas), situata a 76 m. s.l.m. lungo la riva destra del rio Flumentepido, dista 6 km circa dal centro cittadino. Già antico casale è ora una borgata agro-pastorale di 124 abitanti[4] (nel censimento 1981: 121 ab. - in quello del 1991: 119 ab.). Nel 1936 la frazione (che apparteneva al Comune di Iglesias) aveva 175 ab.[7]. Poco prima dell'abitato si trova la moderna chiesetta di Santa Maria Ausialiatrice. Il nome di "Aquas Callentis" (acque calde) deriva da una vicina sorgente di acque ipotermali che si trova nella riva destra del rio Flumentepido, ma questa borgata viene anche spesso denominata "Is Perdas" o "Medau de Is Perdas" (cioè casale dei Perdas) perché probabilmente in passato era abitato prevalentemente da una numerosa famiglia Perdas.
- Barega già antico casale ora borgata di un centinaio di abitanti, si trova a 159 m. s.l.m.[4], divisa con il comune di Iglesias[8].
- Caput Aquas, "medau" (casale) ad economia agro-pastorale di 53 abitanti residenti (nel censimento 1981: 78 ab. - in quello del 1991: 56 ab.), situato a 74 m. s.l.m. lungo la riva destra del rio Flumentepido, a 5 km dalla città. Il nome di "Cabu d'Aquas o Caput Aquas" ("capo" o "sbocco" o anche "sorgente" delle acque) deriva da una vicina sorgente e fonte di acque potabili molto rinomate e conosciute sin dall'antichità, che si trova nella riva sinistra del Flumentepido, dopo aver superato l'arco del cavalcaferrovia.
- Corongiu già casale di origini antiche, ora borgata, il cui nome significa "circolo o corona di pietre" o nuraghe, che fu forse una "mansio" (stazione di posta) romana. Abitata da una settantina di persone[4] e si trova a 180 m. s.l.m., come Barega è in parte all'interno del territorio comunale e in parte in quello del comune di Iglesias.
- Genna Corriga (nota anche come Genn'e Corriga) antico casale agro-pastorale, oggi borgata di 176 abitanti (nel censimento 1981: 164 ab. - in quello del 1991: 166 ab.) a 119 m. s.l.m., distante circa 6 km da Carbonia. Di probabili origini antiche, il suo nome deriva dall'antica denominazione di "Genna de Cotricla" (che significa "Porta del Pergolato"), in corrispondenza del passo conosciuto come "su Strintu 'e S'Axina" ("Stretto o Passo dell'Uva"). Nel suo territorio è presente l'acquedotto comunale e il lavatoio di "Caput d'Acquas" costruiti nel 1940. Il territorio, particolarmente boschivo, è sormontato ad est dalla catena montuosa che culmina con la punta più alta del monte Tasua(453 m).
- Medau Atzori, già casale agro-pastorale situato a 90 m. s.l.m., situato tra la borgata di Sirai e l'area P.I.P., con 20 ab.
- Medau Piredda (o Is Pireddas), già casale agro-pastorale, di circa 71 abitanti[4] (nel censimento 1981: 64 ab. - in quello del 1991: 69 ab.), situato a 144 m. s.l.m., oltre Barbusi lungo la strada provinciale n. 2, o "Pedemontana", per Villamassargia.
- Medau Rubiu, già casale agro-pastorale situato a 90 m. s.l.m., situato tra la borgata di Sirai e l'area P.I.P., con 28 abitanti[4].
- Piolanas, già casale agro-pastorale, situato a 119 m. s.l.m. oltre Barbusi lungo la strada provinciale 2 per Villamassargia. Nella parte di Piolanas denominata "medau Manca" si trova la chiesetta di Santa Barbara, di origine giudicale e medievale.
- Seddargia, già casale agro-pastorale situato a 107 m. s.l.m., oltre Barbusi lungo la strada provinciale n. 2, o "Pedemontana", per Villamassargia.
- Sirai, già antica borgata agro-pastorale, ma oggi zona residenziale di 289 abitanti[3] (nel censimento 1981: 184 ab. - in quello del 1991: 178 ab.), situata a 94 m. s.l.m., lungo la SS 126 con a fianco una zona di vari insediamenti produttivi artigianali, ai piedi del parco archeologico di Monte Sirai e dal vicino nuraghe omonimo, costituito da una fortezza e da un villaggio, abitato in pacifica convivenza da popolazioni nuragiche e fenicie. Per questo l'area della frazione è stata in epoca antica crocevia importante di diverse strade che si dirigono dalle zone minerarie metallifere ai porti delle coste sulcitane oppure dalle zone cerealicole del Campidano verso i porti del Sulcis. Una teoria sull'origine del nome lo fa risalire dalla radice semitica "sr", che dovrebbe significare "rocca" o "roccia" (o luogo roccioso).
- Tanas, già casale agro-pastorale di 14 abitanti circa[4] (nel censimento 1981: 30 ab. - in quello del 1991: 21 ab.), situato a 105 m. s.l.m., prima dell'abitato di Barbusi lungo la Strada Provinciale 2 per Villamassargia. Vicino all'abitato di Tanas si trova il pozzo carbonifero d'estrazione e vari impianti minerari per la produzione del carbone.
- Tanì: famosa per la vicina grotta sepolcrale di “Baieddus de Sa Sedderenciu” o grotta eneolitica di “Su Cungiadeddu de Serafini” o di "Tanì", è un medau agro-pastorale di una trentina di abitanti[4], situato a 197 m. s.l.m., che si trova oltre Barbusi lungo la strada provinciale n. 2, o "Pedemontana", per Villamassargia, divisa fra il comune di Carbonia (Tanì di Sotto) e di Iglesias (Tanì di Sopra).

### Cortoghiana

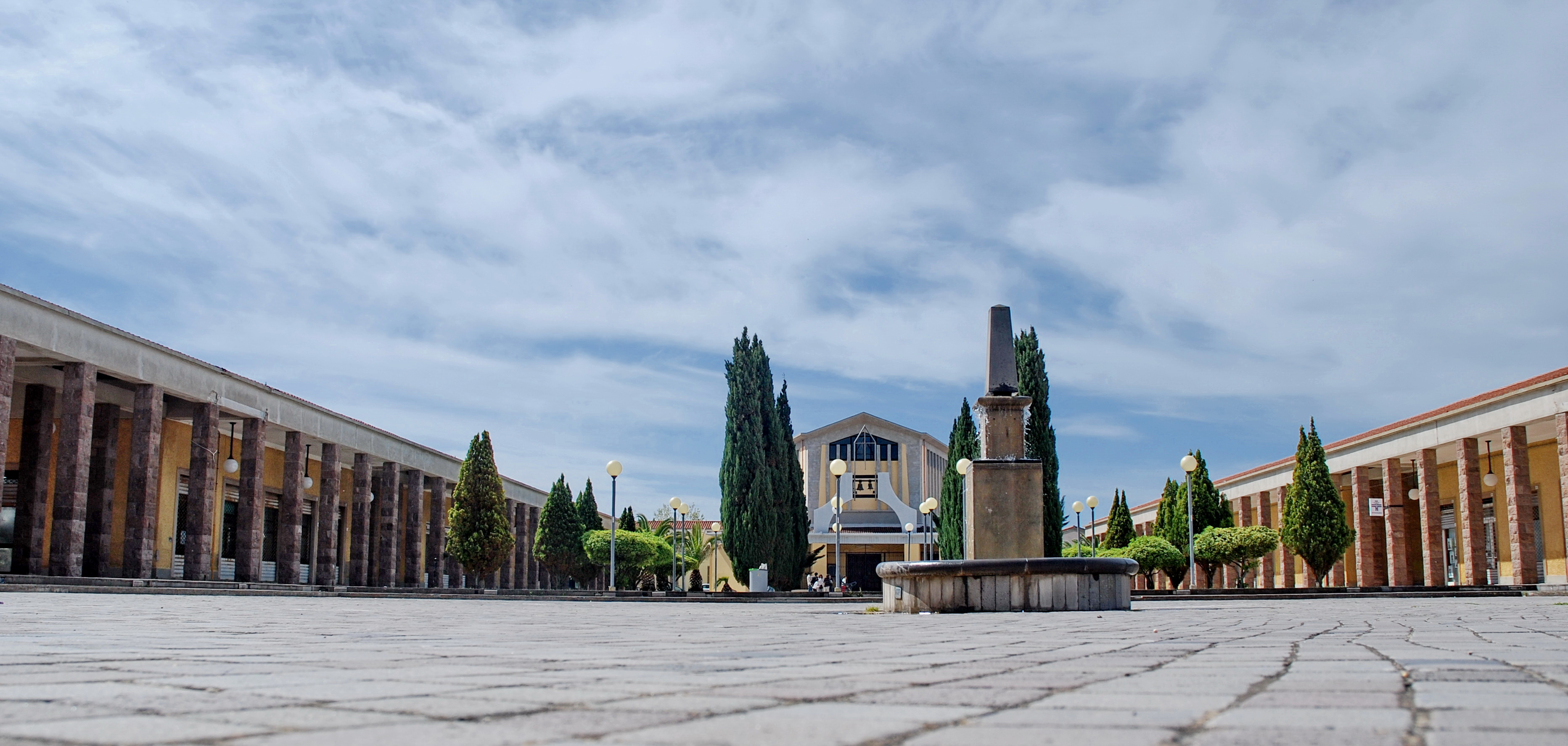
Piazza Venezia a Cortoghiana

Cortoghiana è la più popolosa frazione del comune, inaugurata il 15 maggio 1942 nelle vicinanze dell'omonima miniera sita a circa 10 km dalla città. Legata anch'essa storicamente all'attività mineraria dei pozzi vicini, Cortoghiana conta oggi 2.478 abitanti.

#### Altre località abitate dell'ex territorio circoscrizionale di Cortoghiana
- Cuccuru Suergiu, il cui nome significa "cima della sughereta" per la presenza di alcune querce da sughero (in antichità vi era proprio un vasto bosco) sulla sommità della vicina collina, sito a nord di Cortoghiana, a una decina di chilometri da Carbonia. Cuccuru Suergiu si trova a 150 m. s.l.m. e conta una decina di abitanti (15 residenti) dislocati in abitazioni sparse  (nel censimento 1981: 11 ab. - in quello del 1991: 16 ab.).
- Domu Beccia (nota anche come S'Omu Beccia, ossia Casa Vecchia), posta a 129 m s.l.m. e distante oltre 3 km dal centro di Bacu Abis, è un casale agro-pastorale di 59 abitanti[4] (nel censimento 1981: 58 ab. - in quello del 1991: 71 ab.), di antiche origini medievale e si trova a circa 1,5 km dalla Strada Statale 126 tra gli abitati di Bacu Abis e Cortoghiana, a circa una decina di chilometri da Carbonia. Pur essendo più vicino a Bacu Abis faceva parte della circoscrizione municipale di Cortoghiana.

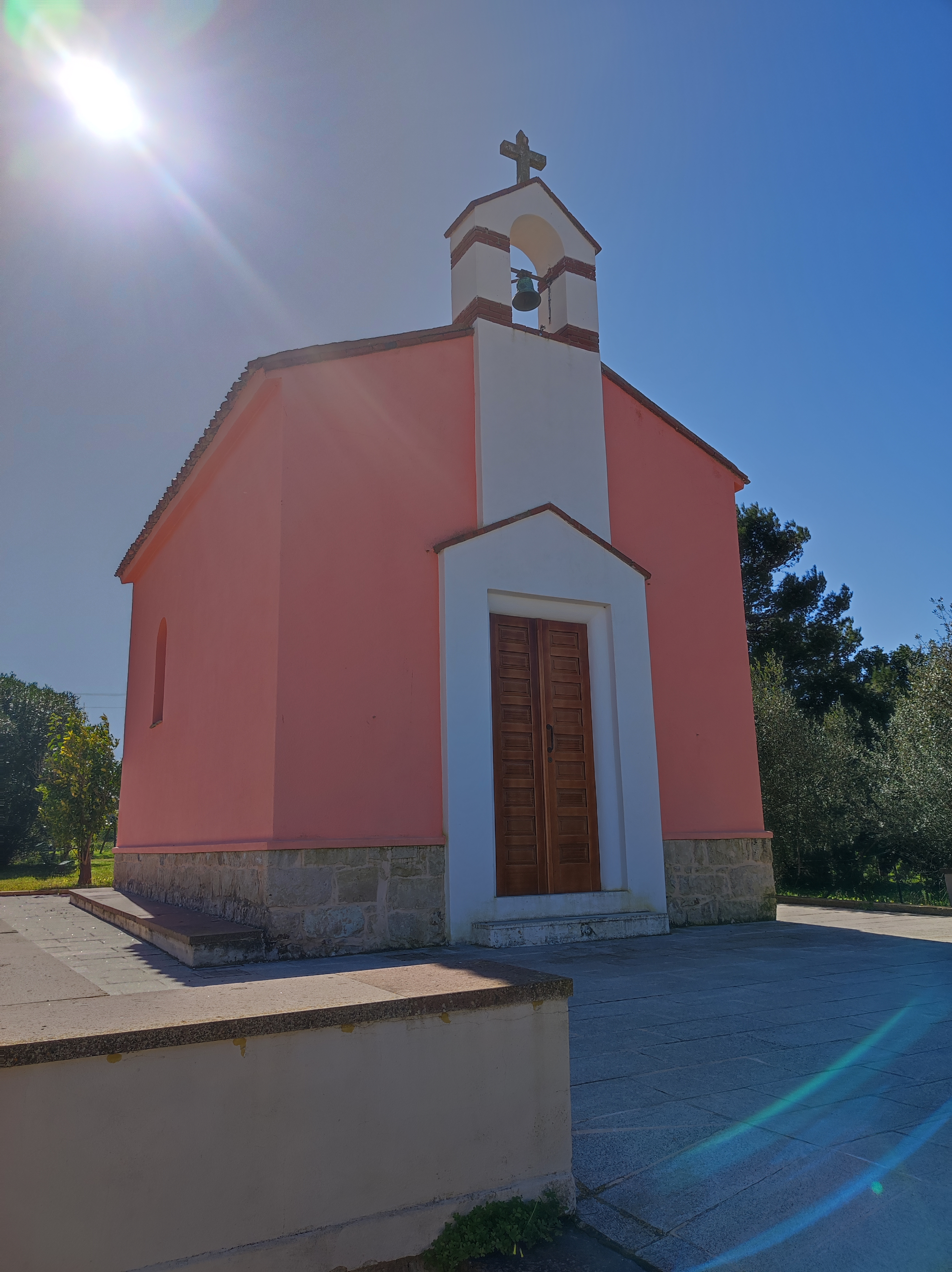
Chiesa Sant'Antonio da Padova, Flumentepido

- Flumentepido antica borgata agro-pastorale, ma oggi zona residenziale, situata a 66 m. s.l.m. ai piedi del colle di monte Sirai verso nord, conta 199 abitanti[4] (nel censimento 1981: 127 ab. - in quello del 1991: 207 ab.). All'interno dell'abitato si trova la moderna chiesetta di Sant'Antonio da Padova. In passato la SS 126 passava all'interno della frazione, successivamente il tracciato è stato spostato all'esterno. In un colle vicino all'abitato si trova la restaurata chiesetta di Santa Maria di Flumentepido, di origine medievale, con i resti dell'antico monastero benedettino.
- Genna Gonnesa (chiamata anche Genn'e Gonnesa che significa "porta di Gonnesa") antico casale agro-pastorale di 27 abitanti[4] (nel censimento 1981: 38 ab. - in quello del 1991: 44 ab.), situato a 123 m. s.l.m., già facente parte della circoscrizione di Cortoghiana.
- Medau Desogus, in passato casale agro-pastorale, è oggi una borgata di circa 142 abitanti[4] (nel censimento 1981: 143 ab. - in quello del 1991: 174 ab.), situata a 72 m. s.l.m., che dista circa 6 km da Carbonia. Nell'abitato vi è la moderna chiesetta di San Pio da Pietrelcina.
- Medau Esu, è un casale agro-pastorale di una decina di abitanti.
- Medau Is Fenus, già casale agro-pastorale, di 27 abitanti[4] (nel censimento del 1991: 18 ab.), situato a 88 m. s.l.m.,vicino a Flumentepido.
- Medau Is Garaus: medau agro-pastorale, situato a 61 m. s.l.m., vicino a Flumentepido.
- Medau Is Serafinis, già antico casale agro-pastorale di circa 26 abitanti[4] (nel censimento 1981: 36 ab. - in quello del 1991: 35 ab.), situato a 61 m. s.l.m., lungo la strada statale 126 di fronte al "Medau Desogus".

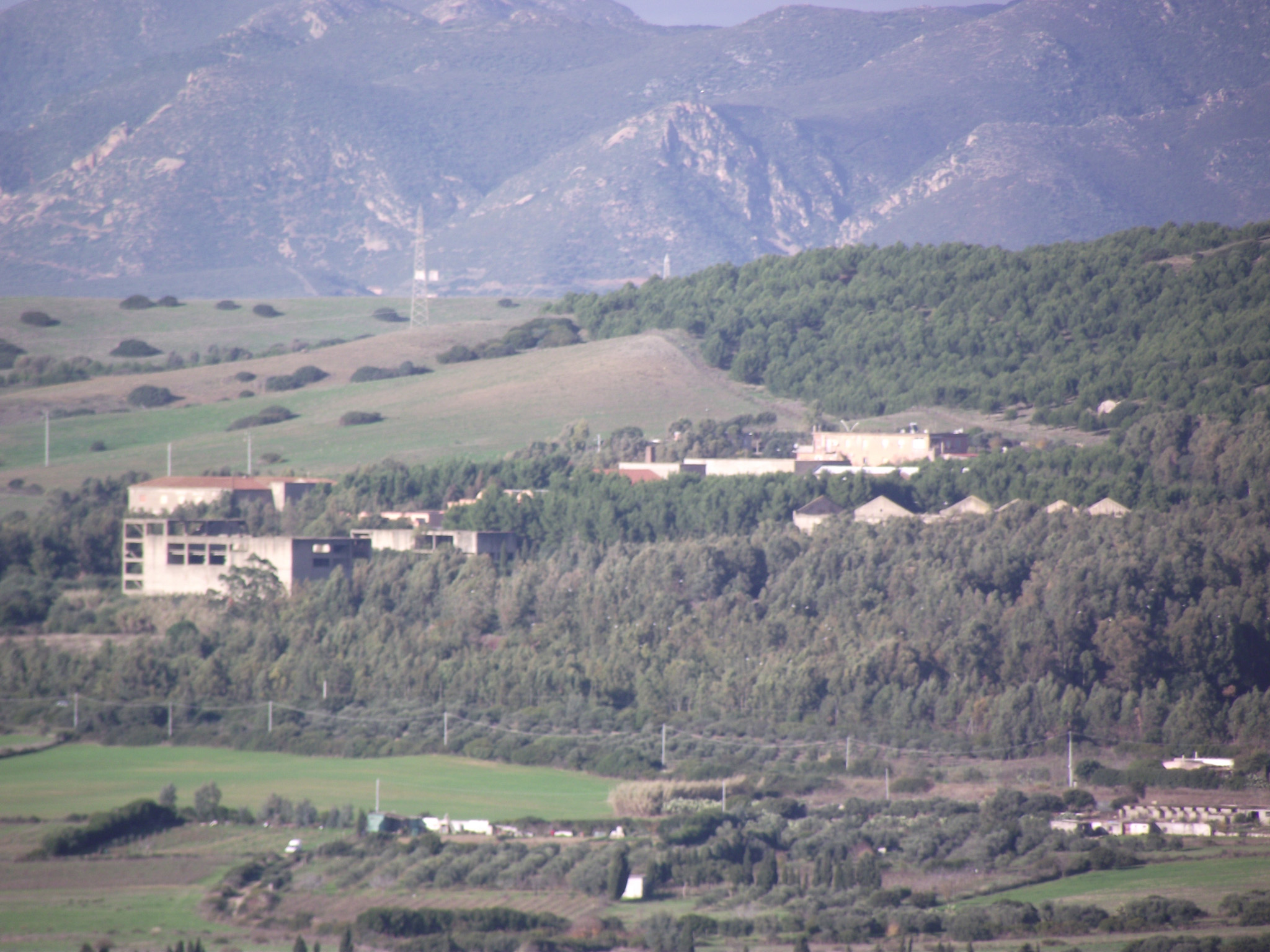
I resti delle infrastrutture e degli edifici della miniera di Cortoghiana

- Miniera di Cortoghiana: comprende gli edifici e le strutture della vicina miniera carbonifera dismessa di Cortoghiana attiva negli anni cinquanta, costituita dagli impianti estrattivi, dalla vecchia direzione mineraria, dagli uffici amministrativi, da magazzini, depositi e officine meccaniche. La località si trova a 127 m. s.l.m. ed è abitata da circa 23 residenti[4] (nel censimento 1981: 33 ab. - in quello del 1991: 35 ab.).

### Is Gannaus
Il vecchio casale di proprietà delle famiglie Gannau si trova, vicino al rio Santu Milanu, in località denominata in passato "Coderra" (in sardo significa spazio di terra in una zona acquitrinosa). Ora costituisce una zona residenziale in espansione urbanistica, posta nel lembo sud-occidentale del territorio comunale, sorge infatti al confine con la frazione di Is Urigus, appartenente al comune di San Giovanni Suergiu.

#### Altre località abitate dell'ex territorio circoscrizionale di Is Gannaus
- Funtanona, già casale o medau di 60 abitanti ad economia agro-pastorale a sud del territorio carboniense[9][10][11], situato a 40 m. s.l.m. ai confini con le frazioni del vicino territorio comunale di San Giovanni Suergiu, si trova accanto alla strada statale 126 lungo la riva sinistra del Rio Santu Milanu. Il nome significa "grande fontana".
- Is Maccionis, già casale o medau agro-pastorale in passato, oggi è un rione residenziale situato nella parte sud occidentale della città.
- Is Meis, già casale o medau agro-pastorale e in passato anche sede di circoscrizione urbana, oggi è un rione residenziale situato nella parte sud occidentale della città.
- Su Rei, già casale o medau agro-pastorale in passato anche sede di circoscrizione urbana, oggi è un rione residenziale situato nella parte sud occidentale della città, vicino al vecchio mattatoio comunale.

### Serbariu

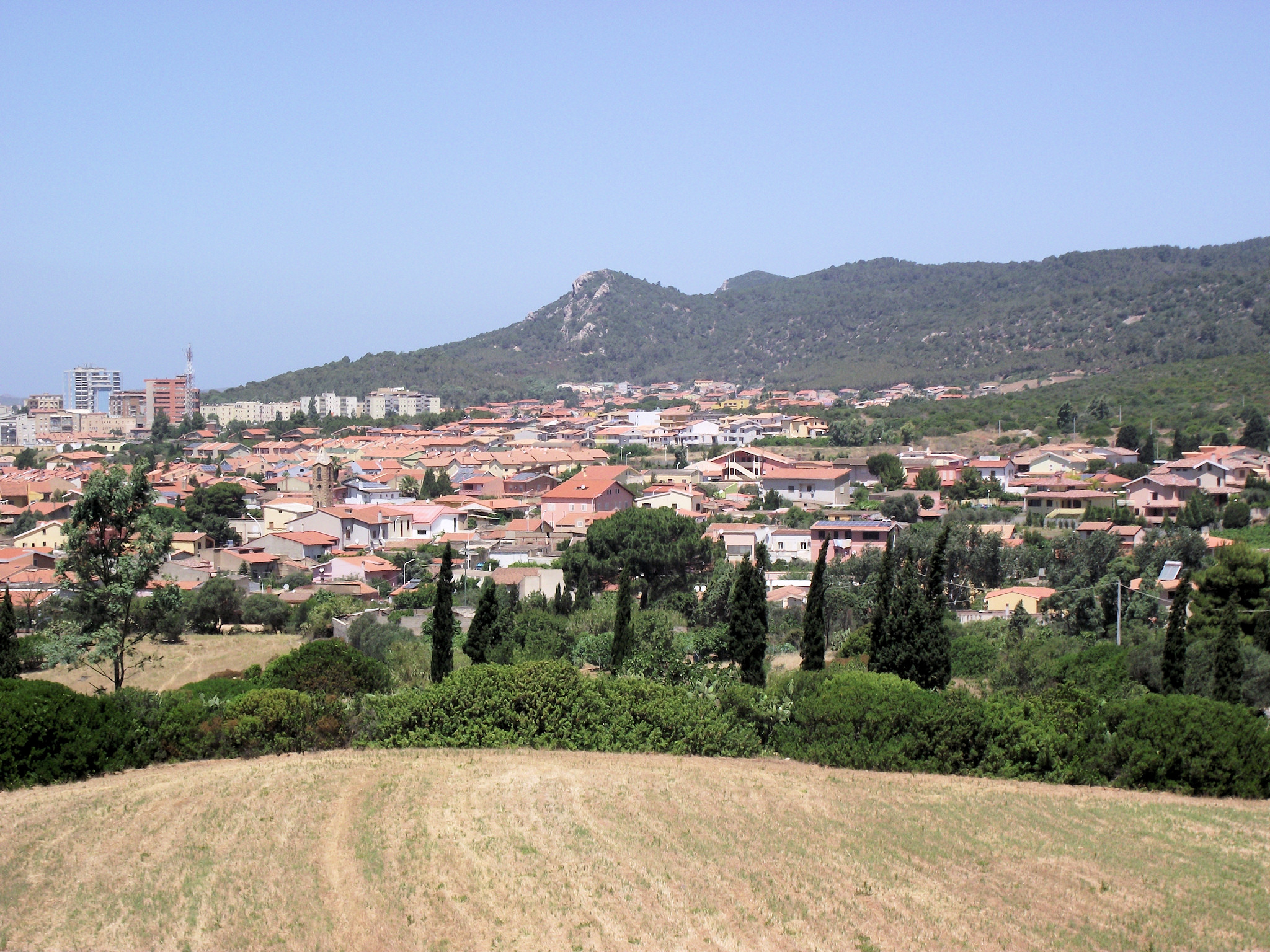
Panorama di Serbariu

Questa frazione, ormai completamente inglobata nella città di cui costituisce la periferia sud-est, si può considerare il nucleo originario del comune di Carbonia. Già antica villa giudicale e medievale, rinacque infatti tra il XVIII e il XIX secolo e fu proclamata comune nel 1853, staccandosi da Villamassargia di cui era stata frazione con quasi tutti gli attuali comuni del Sulcis. Lo status di comune autonomo per Serbariu si manterrà sino alla fondazione di Carbonia che ne acquisì tutto il suo territorio.

#### Altre località abitate dell'ex territorio circoscrizionale di Serbariu
- Brughitta Mei: è un medau o casale agro-pastorale, di origini antiche, già appartenente alla circoscrizione municipale di Serbariu. Al censimento 2011 vi risiedevano una decina di abitanti.
- Garamatta o Medau de Garamatta: è un medau o casale agro-pastorale, di origini antiche, già appartenente alla circoscrizione municipale di Serbariu. Al censimento 2011 vi risiedevano una decina di abitanti.
- Medadeddu: già noto come "Medau Is Cabiddus", era un medau o casale agro-pastorale, già appartenente alla circoscrizione municipale di Serbariu. Al censimento 2011 vi risiedevano 394 abitanti[3].
- Medau Is Arrius, in passato casale agro-pastorale, oggi zona residenziale, situato a 109 m. s.l.m., già inglobato nel vicino abitato di Serbariu.
- Medau Is Fonnesus, già antico casale agro-pastorale di 11 abitanti[4] (nel censimento 1981: 16 ab. - in quello del 1991: 13 ab.), situato a 206 m. s.l.m., oltre Serbariu su una collina lungo la strada provinciale per Perdaxius.
- Medau Is Lampis: medau agro-pastorale, situato a 105 m. s.l.m., vicino a Serbariu.
- Medau Is Patteris, già casale agro-pastorale, oggi isolato urbano.
- Medau Is Peis, già casale agro-pastorale di circa 43 abitanti[4] (nel censimento 1981: 35 ab. - in quello del 1991: 57 ab.), situato a 113 m. s.l.m., oltre Serbariu lungo la strada provinciale per Perdaxius.
- Medau Is Toccus, già casale agro-pastorale, di circa 61 abitanti[4] (nel censimento 1981: 22 ab. - in quello del 1991: 53 ab.), situato a 113 m. s.l.m., vicino a Serbariu.

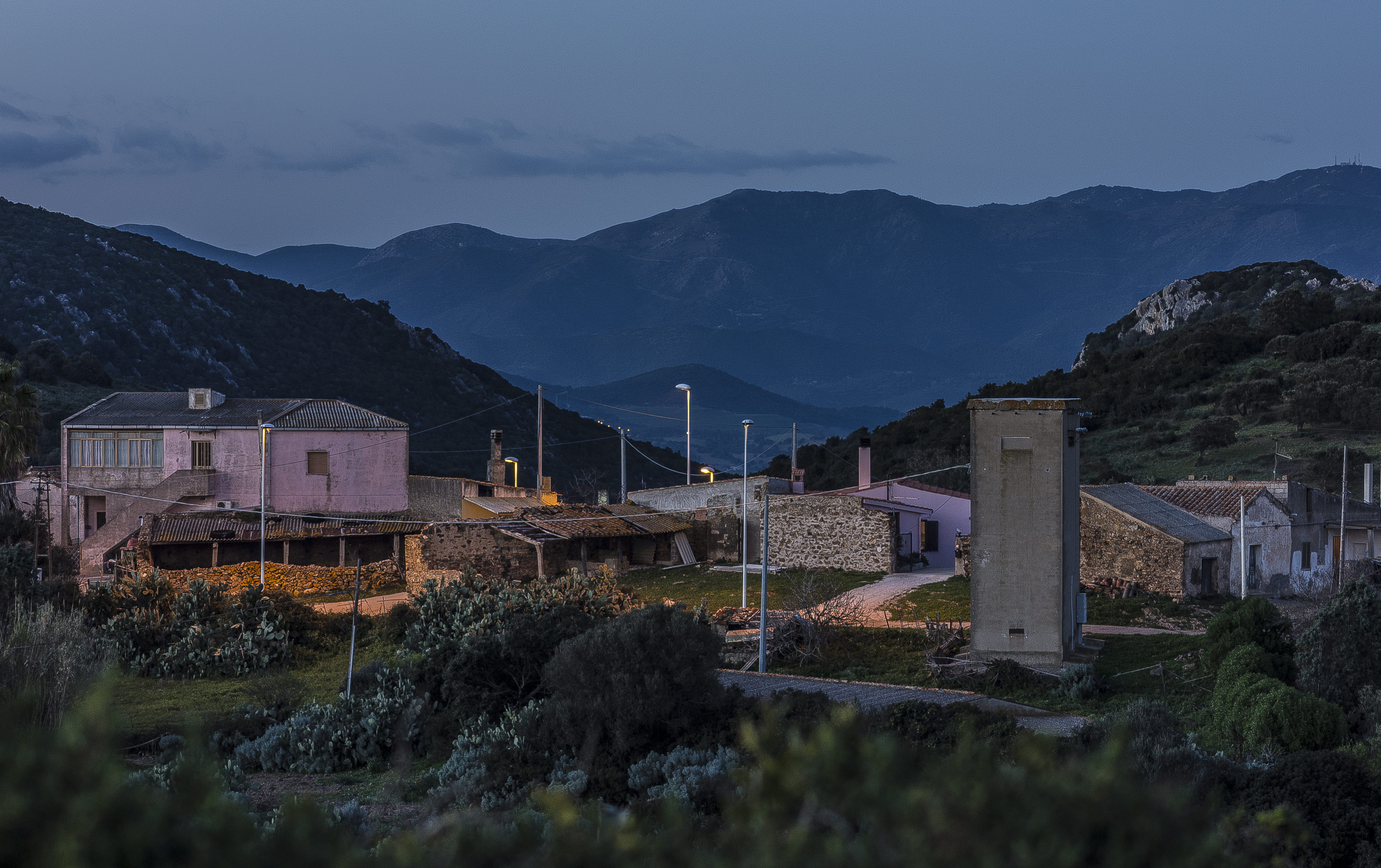
Panorama di Sirri

- Medau Su Conti, già casale agro-pastorale situato a 177 m. s.l.m., oltre Serbariu lungo la strada provinciale per Perdaxius. Nell'abitato si trova il nuraghe "Su Conti".
- Sirri, già antico casale, sita a 346 m. s.l.m. sull'omonimo colle (notevole dal punto di vista archeologico), dista circa 6 km a est della città. Costituita da decine di famiglie (nel censimento 1981: 51 ab. - in quello del 1991: 44 ab.), si trova vicino alla chiesetta medievale e giudicale di Santa Lucia, ed è circondata da piccole zone verdi con lecci; più avanti dopo la chiesa campestre si trova l'interessante località preistorica di "Su Carroppu" o "Su Corropu". Sirri conta oggi circa 28 abitanti[4].
- Serbariu di Sopra: piccola borgata situata su un altopiano che domina Serbariu a circa 190 m s.l.m